# Архимандрит Симеон (Обреновић)
Симеон (световно Зоран Обреновић; Лопаре, 5. април 1976) архимандрит је Српске православне цркве и старешина Манастира Доње Бишње.

## Биографија
Архимандрит Симеон (Обреновић), рођен је 5. априла 1976. године у Лопарама, од побожних и честитих родитеља. Приликом крштења је добио име Зоран.
Основну школу и средњу машинску техничку школу завршио је у Лопарама а потом и Православни богословски факултет Светог Василија Острошкога у Фочи 2001. године. Замонашен је 2002. године, у Манастиру Светог Василија Острошког у Бијељини од стране тадашњег епископа зворничко-тузланскога Василија Качавенде, добивши монашко име Симеон. У истом Манастиру је 2002. г. рукоположен у чин јерођакона а потом и за јеромонаха.
Долази у Манастир Доња Бишња код Дервенте, 2002. године где бива постављен за игумана манастира. Чин архимандрита је добио 2014. године од стране епископа зворничко-тузланскога Хризостома Јевића.